# マンチェスター・ベロドローム

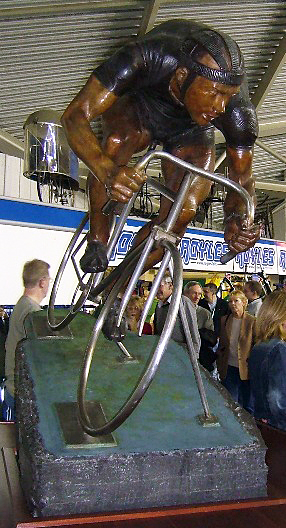
当場にある、レジナルド・ハリスの銅像

マンチェスター・ベロドローム（Manchester Velodrome）は、イングランド、大マンチェスタ州マンチェスターに所在する屋内自転車競技場。設計はPOPULOUSが担当した。最大3500人収容できる。

## 概要
1996年開催予定だった夏季五輪の自転車競技の会場を想定して1994年9月に開場した。イギリス自転車競技連盟の本部も同競技場内にあるため、正式名称はナショナル・サイクリング・センターである。
過去に3度のUCIトラック世界選手権（1996年、2000年、2008年）が開催され、これまでの15の世界記録が出ている。2002年コモンウェルスゲームズでは自転車競技のうちトラックレースを開催。またUCIトラックワールドカップクラシックスも何度も同競技場で開催された。かつてはレボリューションシリーズも実施していた。
British National Track Championships (ブリティッシュ ナショナル トラック チャンピオンシップス)の開催地でもある。